# Rudolf Krzyzanowski
Rudolf Krzyzanowski (Eger, 5 avril 1859 – Graz, 20 juin 1911) est un chef d'orchestre et compositeur autrichien.

## Biographie
Krzyzanowski étudie dès 1872 au Conservatoire de Vienne, le violon, l'orgue, le piano et la composition. Il comptait parmi ses amis proches, notamment Hans Rott, Hugo Wolf et Gustav Mahler. Conjointement avec Mahler, il est chargé de la réduction pour piano à quatre mains de la troisième symphonie de Bruckner. Mahler rencontre plus tard Krzyzanowski, selon les postes, entre autres, à Ljubljana, Hanovre, Halle et Prague. Sur sa recommandation en 1896/97, il obtient la place de second chef d'orchestre au Théâtre municipal de Hambourg, au côté de Gustav Mahler. Toutefois, les deux hommes en viennent à se fâcher en raison de l'organisation du théâtre qui confie des œuvres majeures à Krzyzanowski plutôt qu'à Mahler.
Dès 1898, Krzyzanowski est premier chef d'orchestre de l'Orchestre de la cour de Weimar. Il travaille avec le Kapellmeister Peter Raabe et à la suite de différends en 1907, Krzyzanowskis est licencié. Il porte l'affaire au tribunal, d'abord rejetée, il obtient son droit à une éventuelle réintégration en 1910, mais sa mort subite à la suite d'une opération l'en empêche.
Krzyzanowski était marié à la cantatrice Ida Doxat (* 1867). Son frère aîné, Heinchich Krzyzanowski (1855–1933) était écrivain.
La plupart des œuvres de Krzyzanowski (contemporaines de la Symphonie n°1 de Rott, du Klagende Lied de Mahler et des Symphonies n°4 et 5 de Bruckner) ont été perdues. Parmi elles un quintette pour piano (1875), un sextuor à cordes (1878), une œuvre orchestrale (ouverture ou poème symphonique) du nom de "Zanoni" (1878), une symphonie (1878) ainsi que des lieder avec orchestre et un projet d'opéra. Il existe des manuscrits non attribués de ses œuvres à la Bibliothèque nationale autrichienne. Les rares compositions de Krzyzanowski sont éditées chez Ries & Erler : cinq lieder, pour voix et piano. Il serait aussi l'orchestrateur (ou l'auteur) d'un prélude symphonique. Mais la paternité de ce dernier est encore discutée de nos jours et les chercheurs restent partagés entre Krzyzanowski, Bruckner ou un autre de ses élèves.

## Œuvres
- Quintette pour piano (1875) perdu
- Sextuor à cordes (1878) perdu
- Zanoni, ouverture ou poème symphonique pour grand orchestre (1878) perdu
- Symphonie pour grand orchestre (1878) perdu
- Elfe, lied pour mezzo-soprano et orchestre (1908)
- Das Abendgöcklein, lied, perdu
- Zwei Schilflieder, pour voix et piano
- Cinq lieder, pour voix et piano

## Arrangements
- Die Allmacht (Schubert) pour grand orchestre, inachevé
- Symphonie no 3 (Bruckner) pour piano à quatre main